# Смоленский, Борис Моисеевич
Борис Моисеевич Смоленский (24 июля 1921, Новохопёрск — 16 ноября 1941, Медвежьегорск) — русский советский поэт.

## Биография
Родился в 1921 году в городе Новохопёрске Воронежской области. В том же году вместе с семьёй переехал в Москву. Отец Бориса, журналист Моисей Смоленский, возглавлял отдел в «Комсомольской правде». В 1933 году семья уехала из Москвы. Вскоре отец устроился редактором газеты в Новосибирске, но в 1937 году был арестован, незаконно репрессирован и бесследно исчез.
По окончании школы Борис Смоленский поступил на судоводительский факультет Института инженеров водного транспорта. Уже в это время он начинает писать стихи. В них, как и в выборе профессии, определяющей стала мечта о море. Но публиковать их он не спешил, а посвятил себя переводам иностранной поэзии: Ф. Гарсии Лорки, А. Рембо.
В начале 1941 года Борис Смоленский призван в армию. Его направили на Белое море в строительные части. С началом Великой Отечественной войны Смоленский оказался на Карельском фронте в составе 2-й лёгкой стрелковой бригады Медвежьегорской оперативной группы. 16 ноября 1941 года он погиб в бою под Медвежьегорском. Вместе с ним были утрачены рукописи фронтовых стихов и поэмы о Гарсии Лорке. Поэт был похоронен в посёлке Падун, где в настоящее время установлен памятный знак.
Стихи Бориса Смоленского были опубликованы в сборниках «Имена на поверке» (1963), «Советские поэты, павшие на Великой Отечественной войне» (1965). Первая книга стихов Бориса Смоленского вышла в 1976 году в издательстве «Молодая гвардия» при содействии Л. Рудневой, хорошо знавшей поэта. В 2009 году появилась новая книга с его стихами — «Моя песня бредет по свету».

## Произведения

### Стихи
- Баллада памяти (1938)
- Ремесло (1938)
- «Полустудент и закадычный друг…» (1939)
- «Теряет синий свет окно…» (1939)
- «Снова вижу солнечные ели я…» (1939. Петрозаводск)
- Ночной экспресс (1939)
- Ночной разговор (1939)
- Ветреный день (1939)
- «Двенадцать. В мире тишина…» (1939)
- «Пустеют окна. В мире тень…» (1939)
- «Я очень люблю тебя. Значит — прощай…» (1939)
- Франсуа Вийон (1939)
- «Не надо скидок, это пустяки…» (1939)
- «Я сегодня весь вечер буду…» (1939)
- «А если скажет нам война: „Пора“…» (1939)
- «Как лес восстановить по пням?..» (зима 1939—1940)
- «…Но стужа в кормовой каморе…» (1940)
- «Я иногда завидую жестоко…» (1940)
- «Потерян ритм. И все кругом горит…» (не позднее июня 1941)
- Из цикла «Мастера» (не позднее июня 1941)
- Уроки композиции (не позднее июля 1941)
- «Корабли уплывают на юг…»

### Переводы
- Федерико Гарсия Лорка «Выдумка о доне Педро, едущем на лошади»